# ブリット (アダルトビデオ)
ブリット（BULLITT）は、2021年まで存在したアダルトビデオメーカー。

## 沿革
2004年、ホットエンターテイメントの外部監督であった甲斐正明の個人事務所＆アダルトビデオメーカーとして、「有限会社甲斐正明事務所」設立。
素人ナンパもの、奇抜な企画ものに強く、特に2003・2004年レンタル回転率日本一を誇るなど、レンタル業界では圧倒的な強さを見せつけた。
2007年1月、株式会社ブリットへ社名変更した。代表取締役は石井一紀。
ホットエンターテイメント及びソフト・オン・デマンドをメインの流通としていたが、ソフト・オン・デマンドとは2007年1月31日をもって作品の販売を終了。
2013年2月時にはホットエンターテイメントをメインの流通として、毎月数本の作品をリリースしていた。
2021年2月より「ブリット」から「プレイエンターテイメント」となり新ブランド「Play」(ロゴ上は「PLay」)を展開するも、同年10月の発売が最後となった。なお、会社の登記は、2020年12月9日に株式会社ブリットから株式会社プレイエンターテインメントに変更され、2021年2月2日に株式会社プレイエンターテインメントに変更され、2024年11月12日にカジホールディングス合同会社(代表者:梶俊吾)と合併し解散した。

## 主なレーベル
- 羞恥 ～辱め行為、赤面するピュア娘、シャイレーベル～
- 凌辱 ～極悪非道、女性人権無視、デンジャラスレーベル～
- 悪戯 ～溜まる欲求、自己満プレイ、アブノーマルレーベル～
- 悪業 ～一般人を巻き込む、エロプロジェクト、ミッションレーベル～
- 盗撮 ～知りえない日常、覗く快感、ピーピングレーベル～

## 主なシリーズ
羞恥
- 銭湯とつげき羞恥　銭湯の男湯にガチガチに緊張した純粋少女をお届けします！
- 私の自慢の妻を犯してください

凌辱
- 突撃ママ友レポート! 欲求不満な奥様たちが泥酔・乱交・イキまくり! アナルFUCK! 生中出し
- 勇気あるアナル 最高峰五十路越え熟女の虎の穴ハンティング
- リアル巨乳妻口説き！イかせまくられた生中出し生録Film
- マダム狩り
- 熟女狩り
- 素人狩り

悪戯
- 悪質シロウトナンパ 3 お願い！素股してくれませんか？…
- 酔い潰れた素人娘をお持ち帰り
- 持ち帰られた泥酔美人妻

悪業
- ウブな獲物

盗撮
- リアル盗撮　本当にあった！ラブホの隠しカメラ映像流出!!
- リアル盗撮　まさかこんなところにまで！密かに仕掛けられた女性宅に隠しカメラ彼女達の性行為が撮れるまでの数日間の記録映像流出!!
- 若妻出張マッサージ師　一生懸命に施術する若妻を逆に癒したらほとんどHまでイケる！